# Baryon Xi
Pour les articles homonymes, voir Cascade.
En physique des particules, le baryon Xi ou particule cascade (noté {\displaystyle \Xi }, suivant la lettre grecque xi) est le nom donné à une famille de baryons qui peuvent avoir une charge égale à +2, +1, 0 ou -1 e, où e est la charge élémentaire. Comme tous les baryons, ils contiennent trois quarks, mais en particulier un quark up ou un down avec deux quarks lourds (qui peuvent être strange, charm ou bottom). Ils sont instables et se désintègrent rapidement en cascade en particules plus légères.

## Propriétés
Un baryon {\displaystyle \Xi } est une combinaison de trois quarks composé d’un quark up ou down et de deux quarks plus lourds (soit quark strange, charm ou beauty). La famille consiste en quatre particules différentes qui se distinguent par les deux autres quarks qui le composent : l'un de ces quarks est un quark up ou down, l'autre un quark charm ou un 2e quark strange. La charge totale du baryon est la somme des charges de ses quarks :
| Particule                                 | Quarks | Masse                         | Charge (e) | Désintégration                                        | Réf.   |
| ----------------------------------------- | ------ | ----------------------------- | ---------- | ----------------------------------------------------- | ------ |
| {\displaystyle \Xi ^{0}}                  | uss    |                               | 0          | Λ0 + π0                                               | [ 1 ]  |
| {\displaystyle \Xi ^{-}}                  | dss    |                               | -1         | Λ0 + π−                                               | [ 2 ]  |
| {\displaystyle \Xi _{\rm {c}}^{+}}        | usc    |                               | +1         |                                                       | [ 3 ]  |
| {\displaystyle \Xi _{\rm {c}}^{0}}        | dsc    |                               | 0          |                                                       | [ 4 ]  |
| {\displaystyle \Xi (1530)}                |        |                               |            |                                                       | [ 5 ]  |
| {\displaystyle \Xi (1620)}                |        |                               |            |                                                       | [ 6 ]  |
| {\displaystyle \Xi (1690)}                |        |                               |            |                                                       | [ 7 ]  |
| {\displaystyle \Xi (1820)}                |        |                               |            |                                                       | [ 8 ]  |
| {\displaystyle \Xi (1950)}                |        |                               |            |                                                       | [ 9 ]  |
| {\displaystyle \Xi (2030)}                |        |                               |            |                                                       | [ 10 ] |
| {\displaystyle \Xi (2120)}                |        |                               |            |                                                       | [ 11 ] |
| {\displaystyle \Xi (2250)}                |        |                               |            |                                                       | [ 12 ] |
| {\displaystyle \Xi (2370)}                |        |                               |            |                                                       | [ 13 ] |
| {\displaystyle \Xi (2500)}                |        |                               |            |                                                       | [ 14 ] |
| {\displaystyle \Xi _{\mathrm {cc} }^{++}} | ccu    | 3621.40±0.72±0.27±0.14 MeV/c2 | +2         | {\displaystyle \Lambda _{c}^{+}K^{-}\pi ^{+}\pi ^{+}} | [ 15 ] |

Il existe également quatre antiparticules possédant une charge opposée pour chacun des Ξ et constituées des antiquarks correspondant.

## Historique
Le premier baryon {\displaystyle \Xi }, aujourd'hui noté {\displaystyle \Xi ^{0}}, a été observé en 1964, au cours de l'expérience qui a mis en évidence le baryon Oméga moins ({\displaystyle \Omega ^{-}}).
Un cinquième baryon {\displaystyle \Xi }, noté {\displaystyle \Xi _{\rm {b}}} ou {\displaystyle \Xi _{\rm {b}}^{-}}, a été découvert en 2007.
En 2017, le Ξcc++ a été détecté au LHC, composé de deux quarks charm et d'un quark up.